# This Love (canción de Angela Aki)
«This Love» es el cuarto sencillo de estudio de Angela Aki bajo el sello Sony Music Entertainment Japan, y el sexto en tener videoclip en su carrera. Es la canción que ha sido usada como tercer tema de cierre del anime Blood+. Se puso a la venta el 31 de mayo de 2006. 
El videoclip fue dirigido por Takimoto Noboru-Koi, y se podía ver a Angela en una habitación blanca de grandes ventanales tocando el piano, además de violinistas o sus sombras.
Después se anunció que This Love sería usada como imagen de la versión japonesa de la película coreana Daisy. 
La canción fue interpretada por primera vez en el concierto de Angela Duo Music-Exchange ~Duo Rock~ el 15 de febrero como una pieza de solo piano. Apareció en BLOOD+ por primera vez en el capítulo 26 de la serie Aka, el 8 de abril.
La primera edición del sencillo contenía un DVD exclusivo con el videoclip de This Love, y una sección llamada "BLOOD+ Premium Story". Además incluía pegatinas del anime.

## Información
- Artista: Angela Aki
- Canción: This Love
- Letra y Música: Angela Aki
- Otra información
  - Arreglos: Angela Aki,  Matsuoka Motoki
  - Batería: Muraishi Masayuki
  - Bajo: Okiyama Yuuji
  - Guitarra eléctrica y acústica: Matsuoka Motoki
  - Piano: Angela Aki

## Lista de canciones del CD[4]
1.- This Love
2.- 自由の足跡 - Jiyuu No Ashiato
3.- Kiss From A Rose

## Lista de canciones del DVD
1.- Blood+ Premium Story DVD 
2.- This Love

## Posiciones en las listas de Oricon
Alcanzó el puesto 6 en la lista de ventas, vendiendo en su primera semana 23.045 unidades. Hizo un total de 62.561 ventas, por lo que fue el sencillo número 144 del año.
| Lun | Mar | Mie | Jue | Vie | Sab | Dom | Puesto semanal | Ventas |
| --- | --- | --- | --- | --- | --- | --- | -------------- | ------ |
| -   | 5   | 6   | 6   | 6   | 6   | 8   | 6              | 23,045 |
| 8   | 15  | 15  | 11  | 9   | 7   | 8   | 9              | 14,446 |
| 10  | -   | -   | -   | 18  | 16  | 15  | 19             | 9,071  |
| 17  | -   | -   | -   | -   | -   | -   | 28             | 5,365  |
| -   | -   | -   | -   | -   | -   | -   | 37             | 3,288  |
| -   | -   | -   | -   | -   | -   | -   | xx             | 2,365  |
| -   | -   | -   | -   | -   | -   | -   | xx             | 1,303  |

Ventas totales: 62.561

## Angela comenta
"La canción tiene el tema Si tú crees en tu fuerza, podrás amar libremente. En esta canción, canto a lo importante que es creer en tu fuerza. Si yo creo en mí misma, podré dar el paso. Es un mensaje para mí misma.
Por supuesto es importante creer en tus amigos y familia, pero esta canción es sobre creer en tus propios sueños y talentos. La letra, Estoy esperando un milagro// Solo junta esas manos es acerca de si tú crees, solo un paso puede significar mucho, y puedes cambiar con él" -- Angie Aki

## Desambiguación
Hay tres versiones conocidas de This Love en la discografía de Angela hasta este momento:
- This Love: Encontrada en el sencillo This Love como la primera canción, y en el álbum HOME como la canción 5.

- This Love (Directo) (5/7 SonyMusic Anime Fes) (ライブ・パフォーマンス): Encontrada en el DVD incluido en la primera edición del álbum HOME, como la canción 6.

- This Love (directo en My Keys 2006): Encontrada en el DVD/Blu-ray disc Angela Aki MY KEYS 2006 in Budokan como la canción 18. Es una versión de solo piano.